# Gran Premi del Canadà del 1983

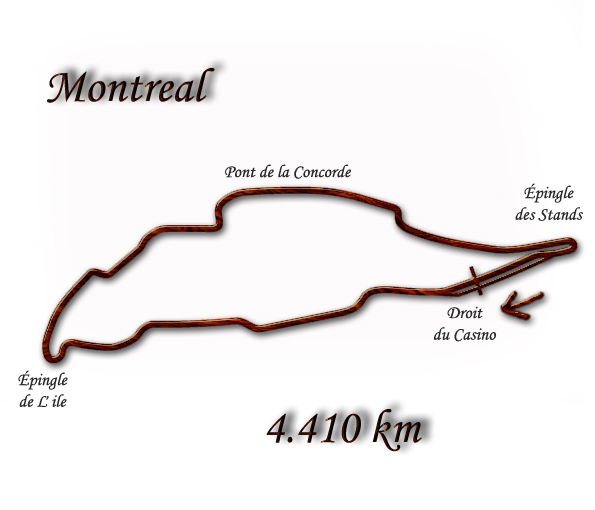
Mapa del traçat del circuit Gilles Villeneuve.

Resultats del Gran Premi del Canadà de Fórmula 1 de la temporada 1983, disputat al circuit urbà de Gilles Villeneuve a Mont-real el 12 de juny del 1983.

## Resultats de la cursa
| Pos | No | Pilot                      | Equip               | Voltes | Temps/ Retir.    | Pos. de sort. | Punts |
| --- | -- | -------------------------- | ------------------- | ------ | ---------------- | ------------- | ----- |
| 1   | 28 | René Arnoux                | Ferrari             | 70     | 1h 48' 32" 1     | 1             | 9     |
| 2   | 16 | Eddie Cheever              | Renault             | 70     | + 42.029 s       | 6             | 6     |
| 3   | 27 | Patrick Tambay             | Ferrari             | 70     | + 52.61 s        | 4             | 4     |
| 4   | 1  | Keke Rosberg               | Williams - Ford     | 70     | + 1' 17"048 min. | 9             | 3     |
| 5   | 15 | Alain Prost                | Renault             | 69     | + 1 Volta        | 2             | 2     |
| 6   | 7  | John Watson                | McLaren - Ford      | 69     | + 1 Volta        | 20            | 1     |
| 7   | 30 | Thierry Boutsen            | Arrows - Ford       | 69     | + 1 Volta        | 15            |       |
| 8   | 3  | Michele Alboreto           | Tyrrell - Ford      | 68     | + 2 Voltes       | 17            |       |
| 9   | 9  | Manfred Winkelhock         | ATS - BMW           | 67     | + 3 Voltes       | 7             |       |
| 10  | 23 | Mauro Baldi                | Alfa Romeo          | 67     | + 3 Voltes       | 26            |       |
| DSQ | 4  | Danny Sullivan             | Tyrrell - Ford      | 68     | Desqualificat    | 22            |       |
| Ret | 6  | Riccardo Patrese           | Brabham - BMW       | 56     | Caixa canvi      | 5             |       |
| Ret | 35 | Derek Warwick              | Toleman - Hart      | 47     | Turbo            | 12            |       |
| Ret | 36 | Bruno Giacomelli           | Toleman - Hart      | 43     | Motor            | 10            |       |
| Ret | 12 | Nigel Mansell              | Lotus - Ford        | 43     | Direcció         | 18            |       |
| Ret | 22 | Andrea de Cesaris          | Alfa Romeo          | 42     | Motor            | 8             |       |
| Ret | 2  | Jacques Laffite            | Williams - Ford     | 37     | Caixa canvi      | 13            |       |
| Ret | 26 | Raul Boesel                | Ligier - Ford       | 32     | Palier           | 24            |       |
| Ret | 33 | Roberto Guerrero           | Theodore - Ford     | 27     | Motor            | 21            |       |
| Ret | 31 | Corrado Fabi               | Osella - Ford       | 26     | Motor            | 25            |       |
| Ret | 34 | Johnny Cecotto             | Theodore - Ford     | 17     | Diferencial      | 23            |       |
| Ret | 5  | Nelson Piquet              | Brabham - BMW       | 15     | Regulador        | 3             |       |
| Ret | 8  | Niki Lauda                 | McLaren - Ford      | 11     | Virolla          | 19            |       |
| Ret | 11 | Elio de Angelis            | Lotus - Renault     | 1      | Accelerador      | 11            |       |
| Ret | 29 | Marc Surer                 | Arrows - Ford       | 14     | Transmissió      | 14            |       |
| Ret | 25 | Jean-Pierre Jarier         | Ligier - Ford       | 0      | Caixa canvi      | 16            |       |
| NVQ | 17 | Jacques Villeneuve (oncle) | RAM - Ford          |        |                  |               |       |
| NVQ | 32 | Piercarlo Ghinzani         | Osella - Alfa Romeo |        |                  |               |       |

## Altres
- Pole: René Arnoux 1' 28. 729
- Volta ràpida: Patrick Tambay 1' 30. 851 (a la volta 42)